# Tegella japonica
Tegella japonica är en mossdjursart som först beskrevs av Ferdinand Canu och Ray Smith Bassler 1929.  Tegella japonica ingår i släktet Tegella och familjen Calloporidae. Inga underarter finns listade i Catalogue of Life.